# Valea Danului, Argeș
Valea Danului este satul de reședință al comunei cu același nume din județul Argeș, Muntenia, România. Satul este menționat ca entitate unică în Marele Dicționar Geografic al Romîniei, dar în 1925 deja era divizat în mai multe sate: Ciurești, Herișani, Rădești. Cele trei sate au fost comasate în 1968 pentru a forma satul Valea Danului în forma actuală.

## Așezare
Comuna Valea Danului este situată la 7 km de municipiul Curtea de Argeș. 
Se învecinează: 
- la Nord cu comuna Cicănești,
- la Nord-Vest cu comuna Șuici,
- la Vest cu comuna Cepari,
- la Nord-Est cu Albeștii de Argeș,
- la Est cu Valea Iașului,
- la Sud, Sud-Est cu orașul Curtea de Argeș,
- iar la Sud-Vest cu Cepari.

## Obiective turistice
Clopotnița și Biserica Valea Danului - monument istoric 

Casa Memorială poet: "Ion Popa Argeșanu"

## Legenda Satului Valea Danului
Scrisă de Academicianul Dan Gherasimescu
Domnul Negru Voda trecu munții încoa spre Argeș, pe drumul lui Vodă cătând loc de mânăstire și de pomenire, dă poruncă celui mai vestit meșter Manole să caute prin părțile locului oameni cu frică de Dumnezeu care știu a lucra cea mai frumoasă mânăstire cum n-o mai fi alta. Pe sub poale de pădure, pe văi cată și adună nouă meșteri mari Dan, Iașu, Sasu, Micu, Rodovan, Faur, Maș, Albu și Calu, cu toți se-nvoiesc să-i facă lui Vodă cea mai frumoasă mânăstire.
Se zice că Manole se sfătuia mereu cu prietenul său , dulgherul Dan cum să fie bine să nu îl supere pe Vodă. Când fu la coperiș veni Vodă cu oștenii săi să se-nchine. De pe coperiș meșterii îi zic: – Ce zici Doamne? Bun lucru mi-ați făcut, dar acum, dacă ar fi să mai faceți alta mai frumoasă ați putea? – Ehe, cu mult mai frumoasă, Doamne. Supărat Vodă stă și se gândi apoi porunci oștenilor să surpe scările și schelele. – Ce facem, ce facem, se-ntrebau meșterii? – Las că vă scap eu și de asta, le zice Dan. Din șița rămasă le face la toți haripi, le leagă de mâini, se închină și zboară care-ncotro.
Manole sări primul dinjos de mânăstire, apoi ceilalți și unde cădeau din lacrimile lor se formau izvoare cristaline.
Pe unde căzură se făcură văi cu așezări omenești. La noi Valea lui Dan, Dănești și Valea Danului. Toți dănenii mândri de dulgherul Dan dădură pruncilor la naștere numele de Dan, Dănilă, Dăniloiu, nume care se păstrează până azi.

Mai apoi pe ambele maluri ale văi se așezară Stângă cu cei trei copii Matei, Niță și Dina ca fiind dregători ai Domnului alături de Rada care avea doi copii, pe Dumitru și Niță. Alături de Stângești se așezară Preda Ceaușu cu cei doi copii, Preda și Florea alături de Pițigoi, om cu șase copii, Barbu, Tache, Tănase, Matei, Sandu și Niță. De peste deal din Haref a venit și Iordache Protopopescu ca fiind împroprietărit de Mitropolit. Valea Danului a fost moșia Mânăstirii, mai apoi a venit și Raicu Mihale, Stoica Neamțu, Boroban cu trei copii: Prodan, Anghel și Oprea, unii veniți de la câmp, Câmpenii, Vasile, Nistor, Andrei și alții. Pe alt deal Ciurea cu fiul său Mihai, însprea răsărit clăcași de pe moșia mânăstirii în balta satului, alături de Rada. Aceștia toți au dat numele cătunelor satului nostru: Rărești, Borobănești, Ciurești, etc. 

Pentru acest fapt tata-mare al tatălui meu ne-a dat denumirea de Daniel și Dan. 

Legenda auzită de la tata-mare, Andrei Gherasimescu în septembrie 1967.
Sursa: http://bisericavaleadanului-arges.blogspot.com/2010/03/biserica-valea-danului-foto.html (Textul este disponibil sub licența Creative Commons Atribuire)

## Imagini

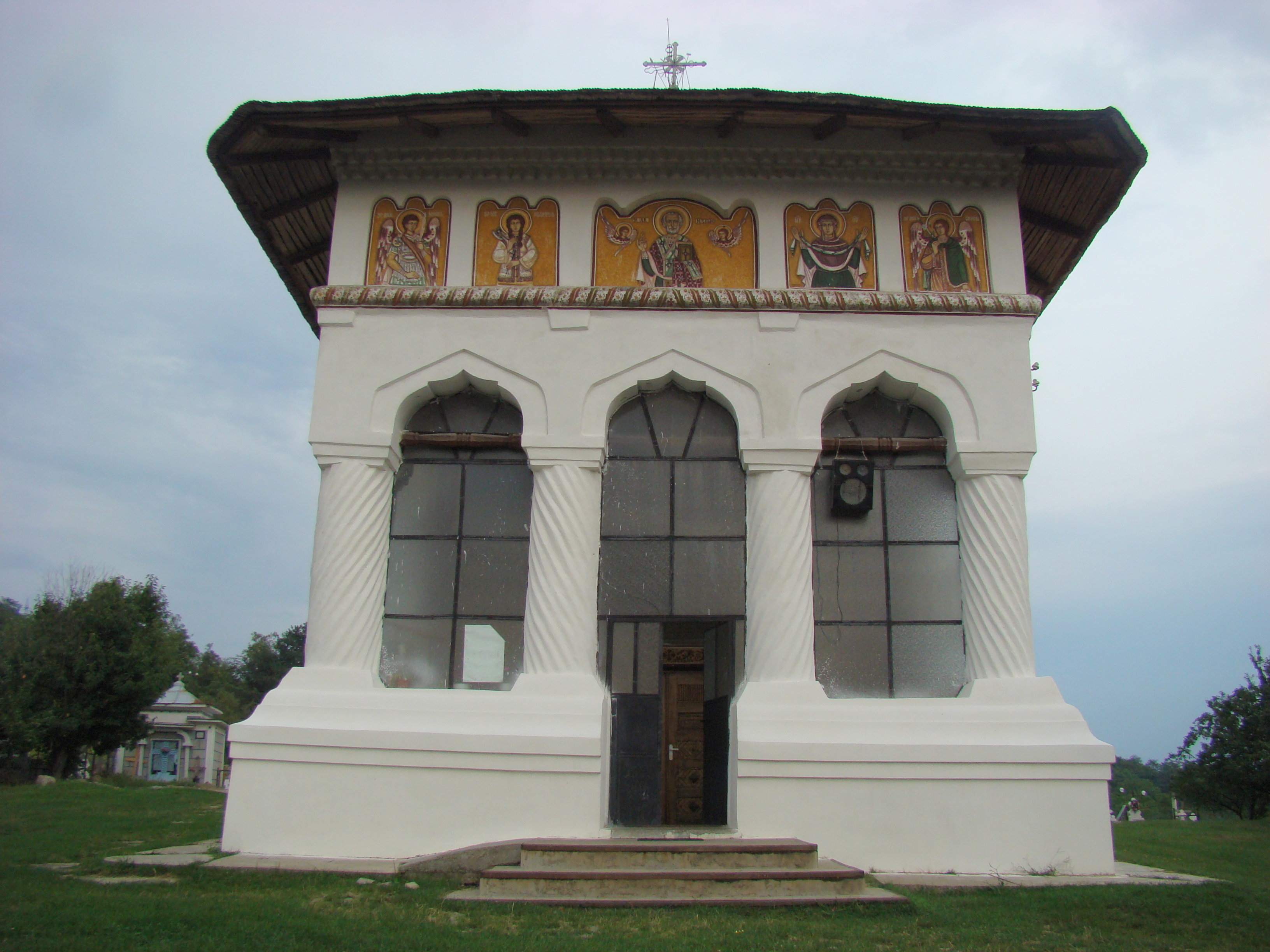
Biserica „Sf. Filofteia” (monument istoric)
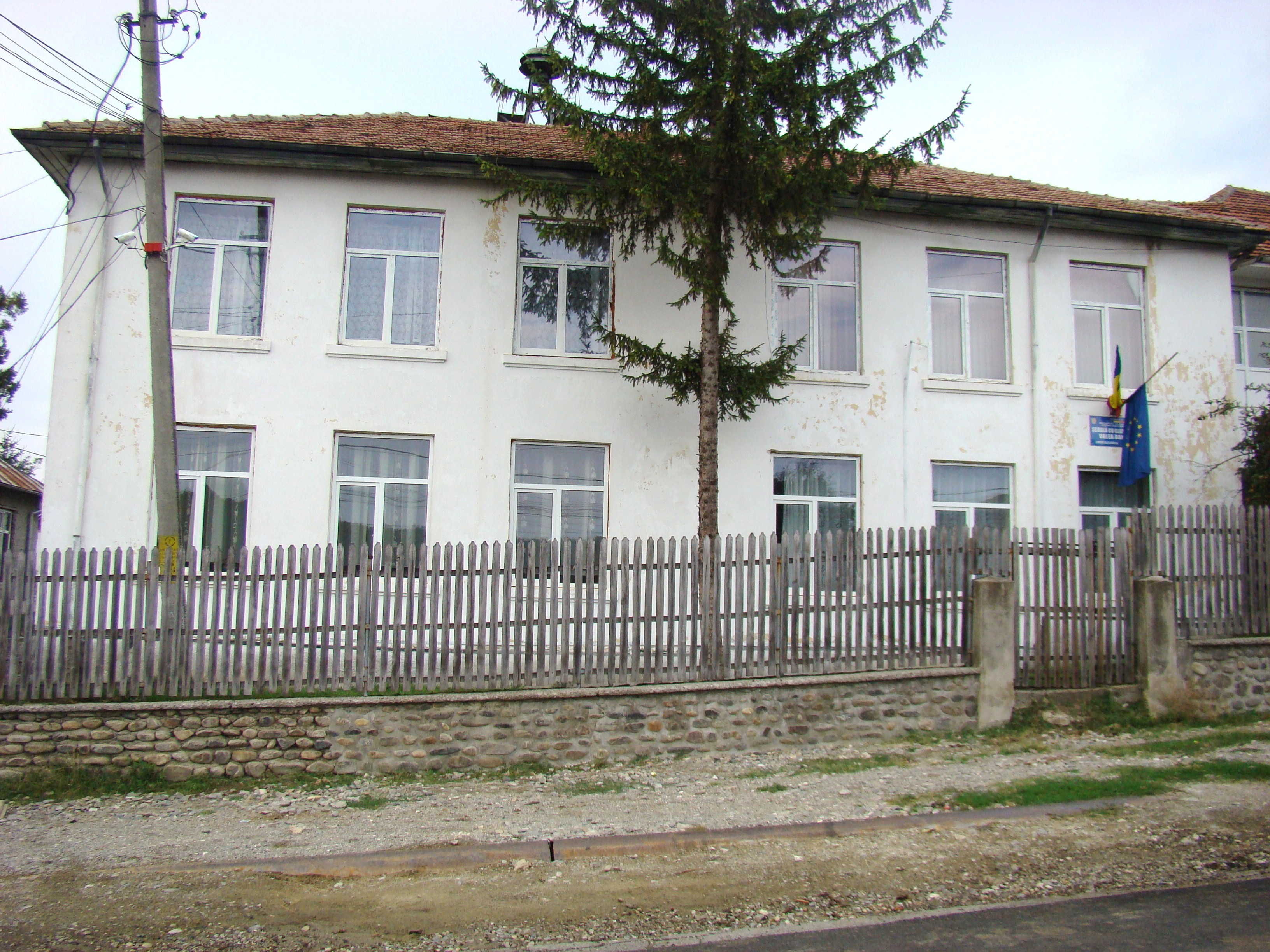
Școala
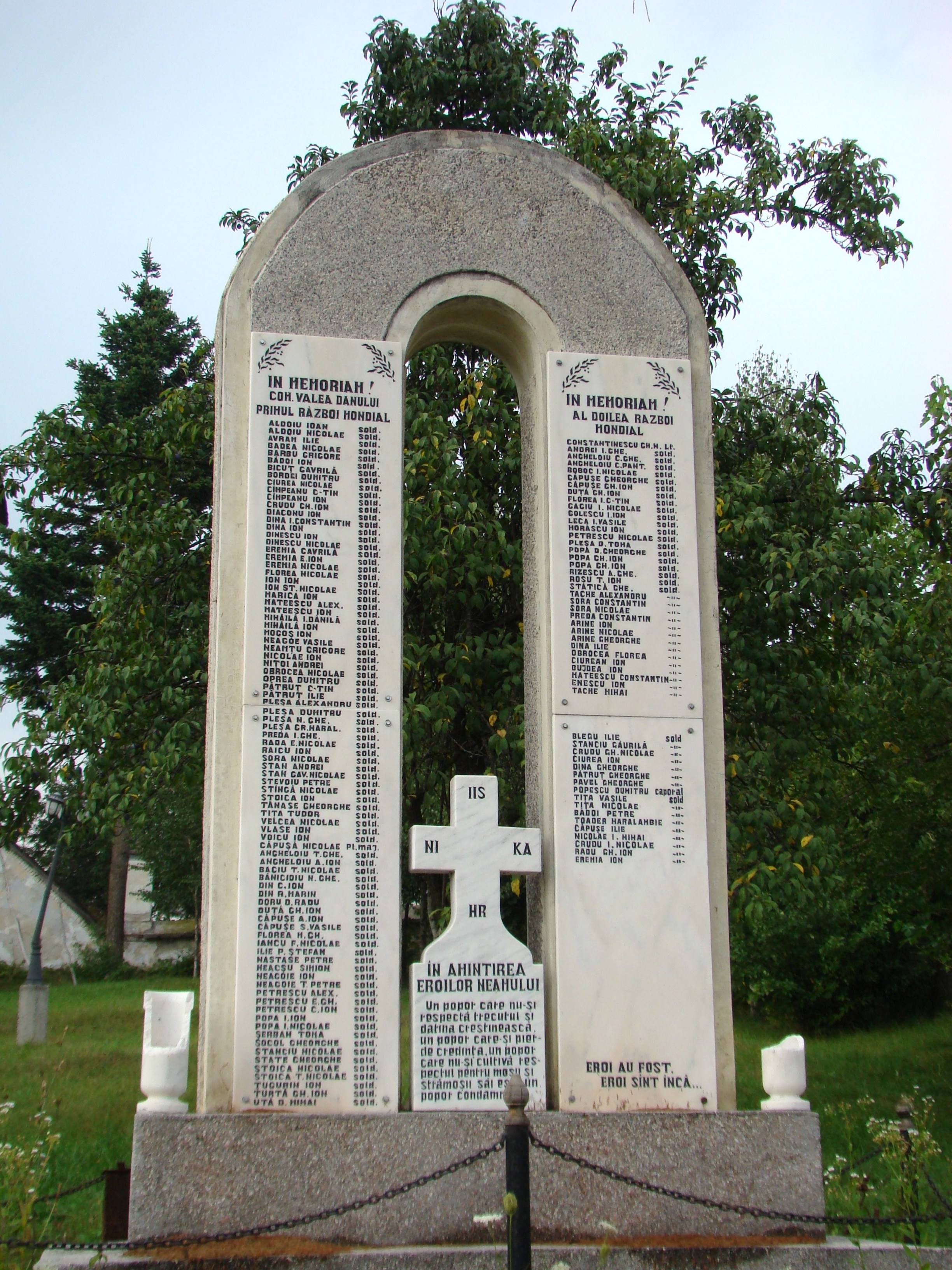
Monumentul eroilor
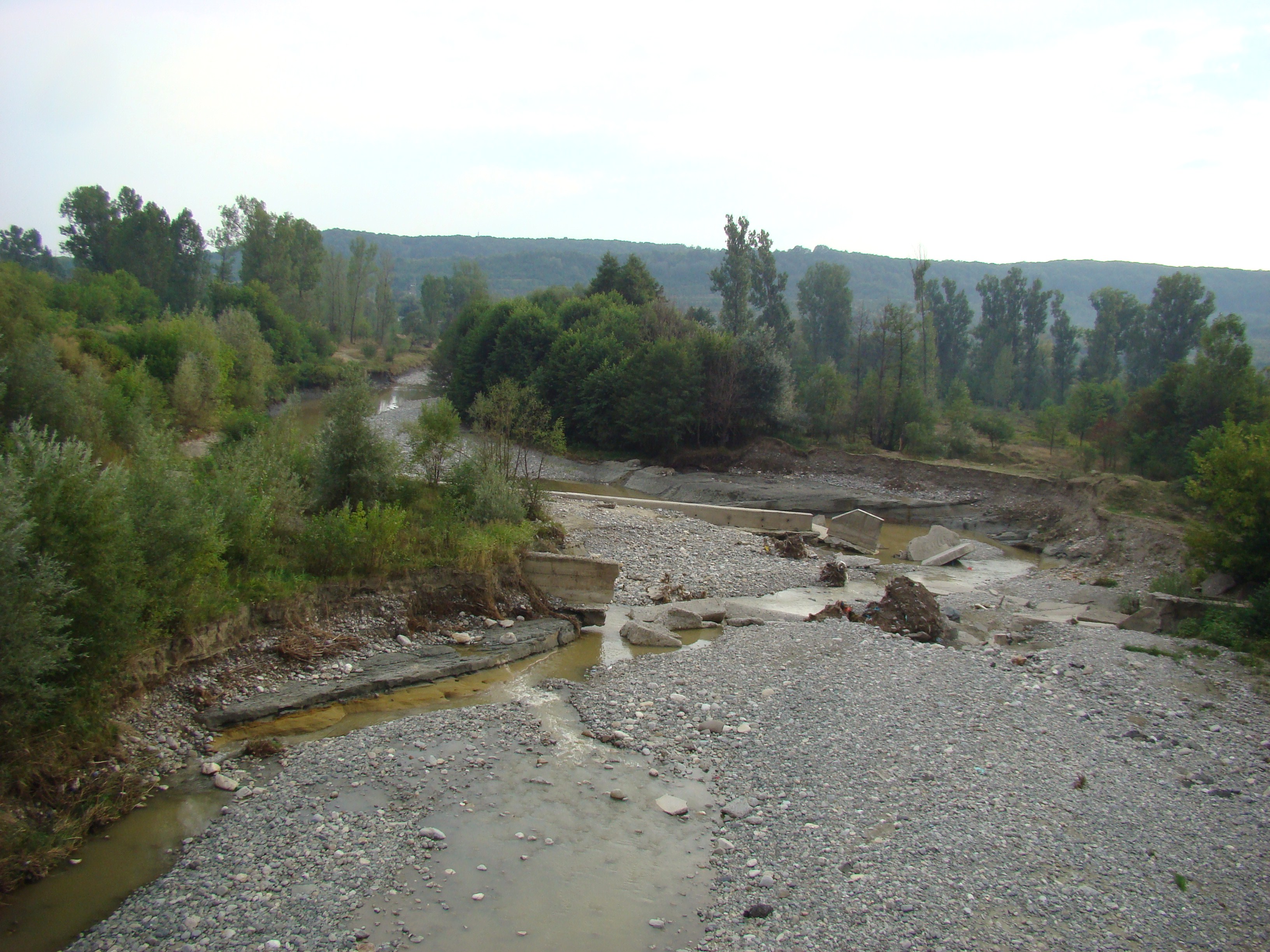
Râul Argeș la Valea Danului
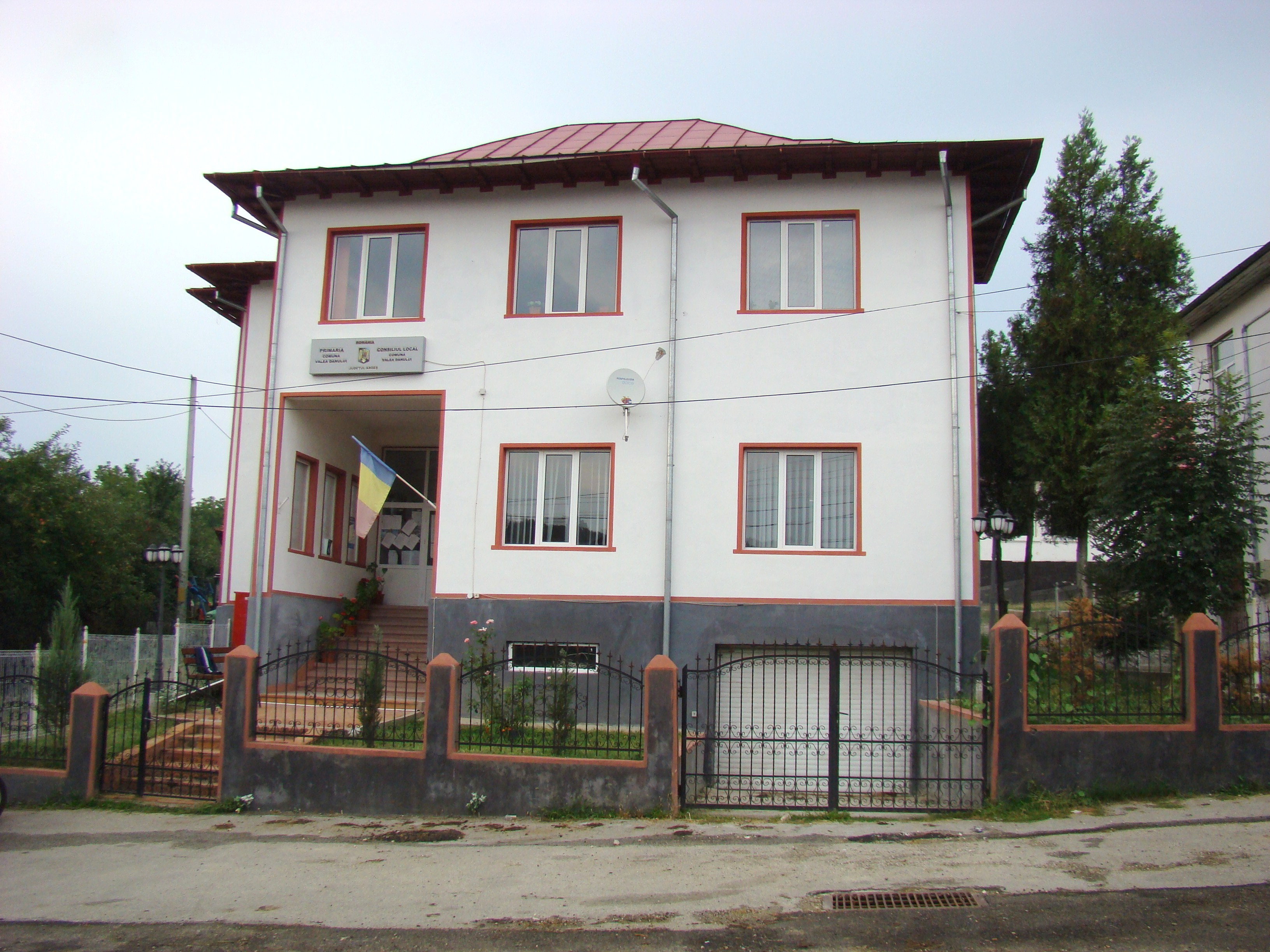
Primăria